# NOW 12
Now (That's What I Call Music 12) er et dansk opsamlingsalbum udgivet 27. maj 2005 i kompilation-serien NOW Music.

## Spor
1. Gwen Stefani feat. Eve: "Rich Girl"
2. Brian McFadden & Delta Goodrem: "Almost Here"
3. Mario: "Let Me Love You"
4. Robbie Williams: "Misunderstood"
5. Beth Hart: "Learning To Live"
6. Nik & Jay: "Ka’ Du Høre Hende Synge"
7. U2: "Sometimes You Can´t Make It On Your Own"
8. Thomas Helmig: "Det Dér"
9. Gavin DeGraw: "I Don't Want to Be"
10. Johnny Deluxe: "Vi Vil Ha’ Mer’"
11. Moby: "Lift Me Up"
12. Jem: "They"
13. Kylie Minogue: "Giving You Up"
14. Lucie Silvas: "What You're Made Of"
15. Jennifer Lopez: "Get Right"
16. The Loft: "Forever"
17. Usher: "Caught Up"
18. 3 Doors Down: "Let Me Go"
19. Daniel Bedingfield: "Wrap My Words Around You"
20. Jakob Sveistrup: "Tænder På Dig" (Bonus Track)